# 選挙運動
選挙運動（せんきょうんどう、英語: election campaign）とは、選挙で票を得るために行われる運動。
選挙準備や選挙運動など選挙のための活動全般を総称して選挙活動ということもある。

## 日本
日本の公職選挙法でいう「選挙運動」は「特定の選挙について、特定の候補者の当選を目的として、投票を得又は得させるために直接又は間接に必要かつ有利な行為」をいうとされている。
一般的な意味では選挙運動における活動は政治活動に含まれるが、日本の公職選挙法では選挙運動と政治活動を理論的に区別して異なる規定を置いているため、公職選挙法上の政治活動は「広義の政治活動の中から、選挙運動にわたる行為を除いた一切の行為」をいう。公職選挙法では選挙運動と政治活動を区別しているため、政治活動に選挙運動の意味を含む条文には個別に明記されている（公職選挙法28条の2）。
日本の選挙では、選挙ごとに選挙運動期間が決められていて事前運動は禁止されており、選挙運動は選挙運動期間内（選挙の公示日又は告示日に候補者が立候補の届出をした時から投票日の前日までの間）にのみ行うことができる（公職選挙法129条）。

## アメリカ合衆国
アメリカ合衆国の大統領選挙や連邦議会選挙の立候補者の活動は連邦政治活動法（FECA）の適用を受ける。
大統領選挙や連邦議会選挙の立候補者は選挙費用に関して、個人または連邦選挙委員会（FEC）に届け出た「政治委員会」と呼ばれる団体からの献金で賄う必要がある。連邦政治活動法が適用され献金や支出に関する制限のある資金をハードマネーといい、選挙活動など以外の政治活動でのみ利用できる連邦政治活動法が適用されない資金をソフトマネーという。
実際の選挙活動では、幹線道路沿いや住宅の庭先などに候補者名の書かれた看板を掲示したり、候補者のホームページやSNSで政策の主張をする。街頭演説や選挙カーは一般的ではない。また、日本と異なりアメリカ合衆国では戸別訪問が容認されているため、ボランティアなどによる電話作戦や戸別訪問もある。
政見放送はなくテレビではコマーシャル枠での政策の主張が行われる。2016年アメリカ合衆国大統領選挙ではヒラリー・クリントン陣営が2億4000万ドル余りの費用をかけて選挙前の3か月半の間に38のテレビコマーシャルを制作して放送した。

## イギリス
イギリスでは政党の支出のうち選挙活動支出は政治資金規正の対象とされ、総選挙前365日間の選挙活動支出には上限が定められている。また、政党は、その対象期間における選挙支出報告を投票日から6か月（小政党は3か月）以内に選挙委員会に提出する義務があり、この選挙支出報告は選挙委員会によってホームページで公開される。さらに支出総額が25万ポンド（約5,300万円）を超える場合は外部監査を受ける必要がある。選挙支出報告のうち1件200ポンドを超える支出については明細の報告の記載と領収書の添付が必要とされている。

## デンマーク
デンマークでは選挙活動での選挙カーや拡声機の使用は禁止されている。ポスターは使用するが、公設の掲示板はないため、デンマークの選挙では街路樹や電柱が使用されているが、ポスターを使用しないもしくはポスターを数枚のみしか刷らない候補者もいる。候補者の討論会は一方的な演説ではなく有権者がいろいろな意見を言う機会が設けられている。

## インド
インドでは選挙活動に細かい規制がなく、選挙活動は政党名を書いたプラカードやのぼり旗ではなく政党のシンボルマークを掲げることが多い。候補者の集会では音楽部隊、政党カラーの自転車や三輪バイク、馬車などがパレードを行うこともある。また、インドでは政党のグッズの配布も行われている。